# Igor Garrijewitsch Dunkul

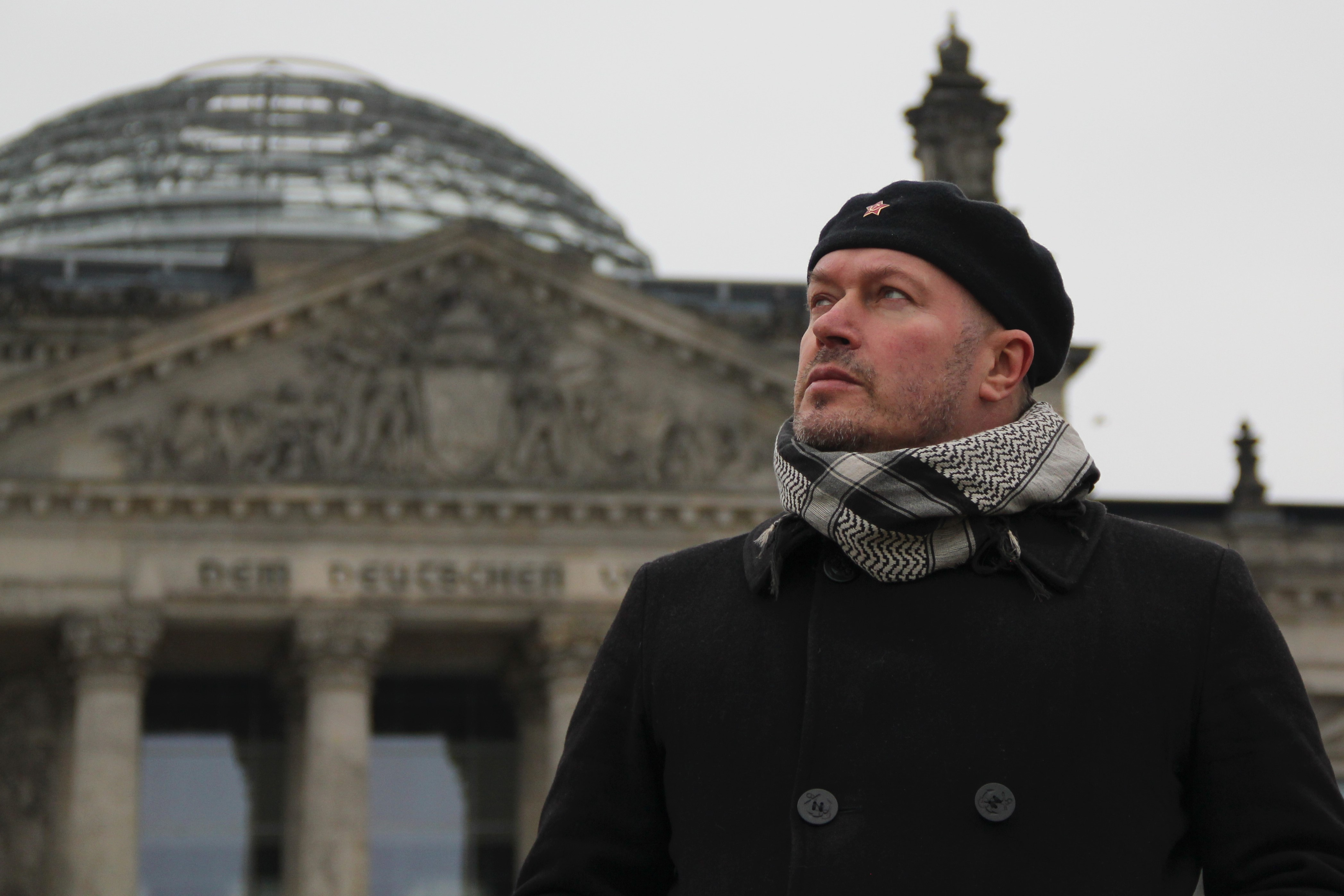
Igor Dunkul

Igor Dunkul (russisch Игорь Гарриевич Дункул; wiss. Transliteration Igor Garri'evič Dunkul , deutsche Transkription Igor Garrijewitsch Dunkul; * 23. Oktober 1958 in Murmansk, Sowjetunion) ist ein russisch-deutscher Komponist und Pianist.

## Leben
Igor Garrievich Dunkul ist der Sohn des Marineoffiziers Garry Ottovich Dunkul und Tamara Petrovna Dunkul. Er begann im Alter von fünf Jahren mit dem Klavierspiel und erhielt an der Musikschule Nr. 1 in Murmansk Klavierunterricht. Seine erste Lehrerin war Antonina Nikiforovna Volkowa (russisch: Антонина Никифоровна ВОЛКОВА). Er absolvierte die Mussorgsky Musikschule in Sankt Petersburg (russisch: Санкт-Петербургское музыкальное училище имени М. П. Мусоргского) bei Ella Abramovna Volpe.
Anschließend studierte er am Sankt Petersburger Konservatorium bei Natan Jefimowitsch Perelman. Nach dem Abschluss seiner musikalischen Ausbildung war er ab 1987 in der St. Petersburger Musikhalle und verschiedenen Lenkonzert-Kollektiven tätig.
Von 1989 bis 1991 war er Musiker, Komponist und Arrangeur im Orchester des Staatszirkus in Sankt Petersburg.
Seit 1991 tritt er international in Konzerten auf, u. a. in London, Berlin, Buenos Aires, Venedig und Kopenhagen. Das Repertoire seiner Konzerte umfasst die Musik von Frédéric Chopin, Edvard Grieg, Robert Schumann, Sergei Rachmaninoff, Alexander Skrjabin sowie Jazz-Improvisationen und seine eigenen Kompositionen.
1994 arbeitete er 3 Jahre in der Waganowa-Ballettakademie und parallel 9 Jahre im  Staatlichen Akademische Opern- und Balletttheater St. Petersburg M.P. Mussorgski.
Im Jahr 1995 schrieb die russische Ballerina Valentina Gannibalova die Choreografie für das Ballett  „Anna Achmatowa“ zu seiner Musik. Die Premiere fand im Eremitage-Theater in St. Petersburg statt.
Dunkul gründete 1999 das Ensemble „Neue Klassik“, mit dem er bis heute auftritt und mit dem er drei Alben aufgenommen hat.

## Werke

### Ballette
- 1995: Anna Achmatova, Sankt-Petersburg
- 2015: Liebe, Berlin

### Theatermusik und Bühnenmusik
- 1993: Geschichte von Anastasia, USA
- 2006: Der kleine Prinz, Helsinki

### Filmmusik
- 1994: Musik zum Kurzfilm „Die Luftbrücke“ (Koproduktion Deutschland/Frankreich). Preis für die beste Musik beim Internationalen Filmfestival in der Schweiz
- 2008: Ryzhaya, Russland
- 2009: Niemand wird zurückkommen («Никто не придёт назад»), Russland

### Diskografie
- 2002: Let`s fly (Полетели), CD
- 2004: Impressionism, CD
- 2014: Rus' ukhodyashchyaya (Русь уходящая), CD